# Andrea Doucet
Andrea Doucet (Bathurst, 1960) es una científica social y escritora canadiense. Se desempeña como profesora de sociología y estudios de género en la Universidad de Brock y ocupa la cátedra de investigación de Canadá en género, trabajo y cuidados. También fue editora de la revista académica Fathering.

## Biografía

### Primeros años
Doucet nació en Bathurst, Nuevo Brunswick, Canadá en 1960,  donde creció en una familia anglófona. Completó su licenciatura en teoría política por la Universidad York en Toronto y una maestría en estudios de desarrollo internacional por la Universidad de Carleton. Obtuvo su doctorado en ciencias sociales y políticas en 1995 por la Universidad de Cambridge.

### Carrera
En 1995 y 1996, fue becario postdoctoral y profesor en Cambridge. De 1995 a 1998 fue profesora asistente de sociología en la Universidad St. Mary en Halifax, Nueva Escocia. En la Universidad de Carleton fue profesora de sociología de 1998 a 2011.
Ha sido profesora de sociología y estudios de género en la Universidad de Brock desde 2011. También ocupa la cátedra de investigación de Canadá en género, trabajo y cuidados desde 2011. Es reconocida como una "experta en cuidados y conciliación".
Fue editora de la ahora desaparecida revista académica Fathering: a Journal of Theory, Research, and Practice about Men as Fathers.
En 2009, siendo profesora de sociología en la Universidad Carleton, llevó a cabo un estudio titulado "Proyecto Pan y Rosas" en el que siguió a parejas en las que las mujeres eran las principales fuentes de ingresos utilizando datos de Canadá y Estados Unidos. En una entrevista de 2010 con The New York Times, observó que, "Dado que las mujeres ganan más y los hombres se preocupan más, hay muchos cambios y malabarismos. No se pueden simplemente invertir los géneros". En una entrevista con el New York Post, explicó que "La ambigüedad sobre quién hace qué, y el estrés que la acompaña, es de esperarse a medida que cambian los roles de género". La 'mancesión' ha sido difícil para las parejas. Muchos me han dicho que no esperaban estar en esta situación. Que de repente se le ocurra debido a la pérdida del empleo puede llevar a una curva de aprendizaje rápida y llena de estrés tanto para hombres como para mujeres". En su proyecto Pan y rosas - y el fregadero de la cocina, dijo: "Ha sido simplemente una progresión constante en el aumento de la educación de las mujeres y el aumento del empleo, pero luego un salto bastante notable en el hecho de que las mujeres son el principal sostén de la familia o sustentadores primarios compartidos se relaciona con los cambios en la economía".

#### Investigación
De 1998 a 2002 fue la investigadora principal de "Padres como cuidadores primarios", que recibió el Consejo de Investigación de Ciencias Sociales y Humanidades de Canadá (SSHRC), la agencia federal canadiense de financiación de la investigación.

### Vida personal
Su hermana es la corresponsal en jefe de la BBC, Lyse Doucet.

## Premios
- Premio al Libro de Tradición de Excelencia John Porter de la Asociación Canadiense de Sociología (2007)[1]

## Publicaciones seleccionadas
- Doucet, Andrea (2006). Do men mother? fathering, care, and domestic responsibility. Toronto, Ontario: University of Toronto Press. ISBN 9780802085467.
- Doucet, Andrea; Siltanen, Janet (2008). Gender relations in Canada: intersectionality and beyond. Don Mills, Ontario: Oxford University Press. ISBN 9780195423204.
- Doucet, Andrea (2010), «Taking off the maternal lens: engaging with Sara Ruddick on men and mothering»,  en O'Reilly, Andrea, ed., Twenty-first-century motherhood experience, identity, policy, agency, New York: Columbia University Press, pp. 170-180, ISBN 9780231520478.. Preview.
- Doucet, Andrea; McKay, Lindsey; Tremblay, Diane-Gabrielle (2011), «Canada and Quebec: two policies, one country»,  en Moss; Kamerman, Sheila B., eds., The politics of parental leave policies: children, parenting, gender and the labour market, Bristol: Policy, pp. 33-50, ISBN 9781847429032..